# Material Girl
Material Girl ist ein Lied von Madonna, das von Peter Brown und Robert Rans geschrieben und von Nile Rodgers produziert wurde. Es erschien im November 1984 auf dem Album Like a Virgin und wurde am 23. Januar 1985 daraus als zweite Single ausgekoppelt.

## Musik und Text
Material Girl ist ein Dance-Pop-Song. Er basiert auf einem Drumcomputer-Beat und enthält einige Synthesizer-Riffs. Einem Roboter ähnlich, wiederholt ein Backgroundsänger während des Refrains den Satz: „Living in a material world“. Im Song wünscht sich Madonna einen Mann, der sie respektiert, sie ernst nimmt und ihr Rechnung trägt, beziehungsweise auch ihre Rechnungen bezahlt („give me proper credit“), und der sein Geld nicht spart („Only boys that save their pennies make my rainy day“).

## Hintergrund
1986 sagte Madonna in einem Interview mit der Zeitschrift Company, dass das Konzept des Textes Ähnlichkeiten mit ihrem damaligen Leben vor ihrem Durchbruch aufweise und vom Klang sich sehr provokant anhöre. Zudem sagte sie: „Ich bin sehr Karriere-orientiert. Manche Frauen sind auch ehrgeizig wie in dem Song. Diese interessieren sich für Männer, die Mittel haben, um sich selbst ein schönes Leben zu machen. Das ist die Sicherheit. Das ist länger als Gefühle.“ 23 Jahre später äußerte sie sich im Rolling Stone über ihre Gefühle beim Hören der Demos zu Like a Virgin und Material Girl. „Ich mochte beide, da diese nicht nur ironisch und provokant waren, sondern auch mir selbst überhaupt nicht ähnelten. Ich bin nicht materiell eingestellt und war sicherlich keine Jungfrau. Nebenbei gesagt: wie kann man überhaupt ‚wie eine Jungfrau‘ sein? Ich mochte diese Wortspiele, ich fand sie clever, merkwürdig und cool.“
2010 brachte Madonna mit ihrer Tochter Lourdes und in Zusammenarbeit mit der Kaufhauskette Macy’s eine Modekollektion heraus, die den Namen des Songs trug.
Der Song läuft in einer Shoppingcenter-Szene in der Netflix-Serie Stranger Things (Staffel 3, Folge 2).

## Musikvideo
Die Regie des Musikvideos führte Mary Lambert, die auch die Regie zu den Videos zu Borderline und Like a Virgin übernahm. Das Video ist zweigeteilt: Die Haupthandlung ist sehr von dem Carol-Channing-Song Diamonds Are a Girl’s Best Friend inspiriert und wechselt sich ab mit Einspielungen von Filmausschnitten. Während Madonna in der Haupthandlung als materiell orientiertes Mädchen, das den Männern das Geld aus der Tasche zieht, dargestellt wird, ist aus den eingespielten Filmausschnitten eher das Gegenteil zu erkennen.
Zu Beginn des Videos sehen zwei Männer auf einer Leinwand einen Film mit Madonna; einer der Männer, gespielt von Keith Carradine, wird als mächtiger Mann im Geschäftsleben/Showbusiness eingeführt. In der anschließend beginnenden Haupthandlung ist Madonna nach Vorbild von Marilyn Monroe in Blondinen bevorzugt gekleidet, daraufhin nimmt sie ein Geschenk von einem Mann an und geht eine Treppe hinab. In einem Raum führt sie ein Telefonat, während Carradine sie belauscht und sein (teures) Geschenk in den Mülleimer wirft, nachdem er gehört hat, wie Madonna äußert: „He think he can impress me by giving me expensive gifts“. Zum Schluss kommt Carradine und schenkt ihr einen Strauß mit selbstgepflückten Blumen. Er kauft auch einem alten Mann für viel Geld sein unscheinbares altes Auto ab, Madonna erscheint und steigt mit dem selbstgepflückten Blumenstrauß in der Hand ein. Am Ende küssen sich Madonna und Carradine im Wagen.
Durch den Videodreh in Los Angeles lernte Madonna am Set Sean Penn kennen, mit dem sie bis 1989 verheiratet war.

## Kommerzieller Erfolg

### Chartplatzierungen
| ChartsChartplatzierungen       | Höchstplatzierung | Wochen/ Monate |
| ------------------------------ | ----------------- | -------------- |
| Deutschland (GfK)              | 13 (11 Wo.)       | 11 Wo.         |
| Österreich (Ö3)                | 8 (2,5 Mt.)       | 2,5 Mt.        |
| Schweiz (IFPI)                 | 15 (10 Wo.)       | 10 Wo.         |
| Vereinigte Staaten (Billboard) | 2 (17 Wo.)        | 17 Wo.         |
| Vereinigtes Königreich (OCC)   | 3 (10 Wo.)        | 10 Wo.         |

| ChartsJahrescharts (1985)      | Platzierung |
| ------------------------------ | ----------- |
| Vereinigte Staaten (Billboard) | 58          |

### Auszeichnungen für Musikverkäufe
| Land/Region                  | Auszeichnungen für Musikverkäufe (Land/Region, Auszeichnung, Verkäufe) | Verkäufe  |
| ---------------------------- | ---------------------------------------------------------------------- | --------- |
| Italien (FIMI)               | Gold                                                                   | 50.000    |
| Neuseeland (RMNZ)            | Platin                                                                 | 30.000    |
| Spanien (Promusicae)         | Platin                                                                 | 60.000    |
| Vereinigte Staaten (RIAA)    | —                                                                      | 347.000   |
| Vereinigtes Königreich (BPI) | Platin                                                                 | 600.000   |
| Insgesamt                    | 1× Gold · 3× Platin ·                                                  | 1.087.000 |

Hauptartikel: Madonna (Künstlerin)/Auszeichnungen für Musikverkäufe

## Coverversionen
- 1989: Henry Mancini
- 1991: Super Cat & Burro Banton (Material World)
- 1997: Yeti Girls
- 1998: Royal Philharmonic Orchestra
- 1998: Fargetta (If You Buy This Record Your Life Will Be Better)
- 1999: KMFDM
- 2001: Jive Bunny & the Mastermixers (Ultimate 80s Party)
- 2001: Nicole Kidman feat. Jim Broadbent & Natalie Mendoza
- 2001: Richard Cheese
- 2006: Hilary Duff feat. Haylie Duff
- 2010: Marteria (Marteria Girl)
- 2012: L’uke
- 2021: LaFee ((Ich bin ein) Material Girl)
- 2022: Awolnation feat. Taylor Hanson